# Alexander Schuke Potsdam Orgelbau

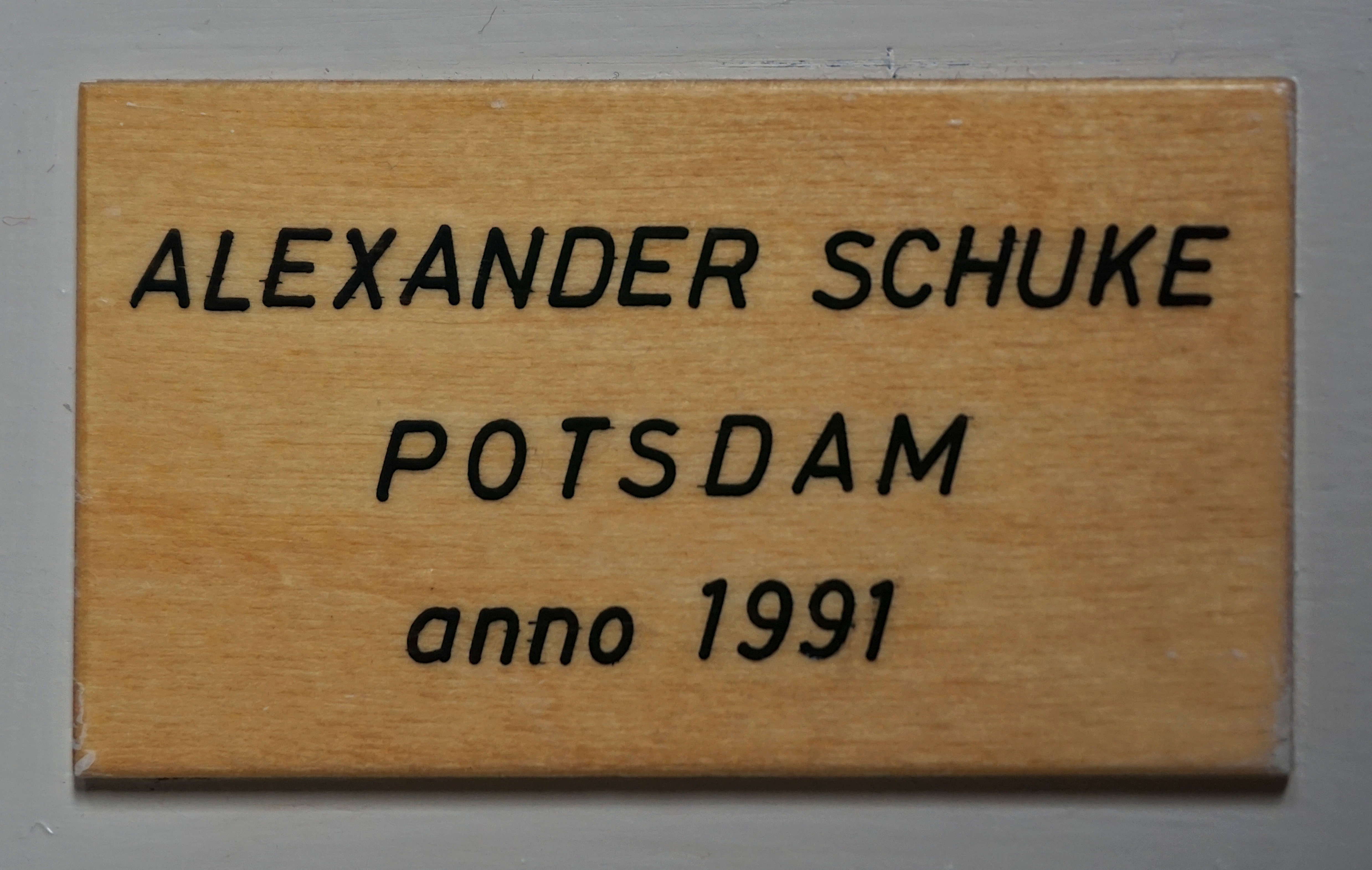
Marke von Alexander Schuke in der Propsteikirche in Potsdam

Die Alexander Schuke Potsdam Orgelbau GmbH ist ein 1820 gegründetes deutsches Orgelbauunternehmen aus Potsdam.

## Geschichte
Der Orgelbauer Gottlieb Heise gründete das Unternehmen 1820 in Potsdam, er ließ auf dem Innenhof eines Wohnkomplexes im Holländerviertel eine Werkstatt errichten. Im Jahr 1848 übernahm sein Schüler Carl Ludwig Gesell die Firmenleitung, zunächst zusammen mit Gustav Schulz, der sich aber bald selbstständig machte. Ab 1868 übernahm der Sohn Carl Eduard Gesell die Führung. Als dieser 1894 kinderlos starb, kaufte Alexander Schuke das Unternehmen und machte es in der Folgezeit zu einer der bekanntesten brandenburgischen Orgelbaufirmen. Nach seinem Tod 1933 leiteten die beiden Söhne, Karl Ludwig Schuke und Hans-Joachim Schuke, das Unternehmen gemeinsam.
Hans-Joachim Schuke geriet im Zweiten Weltkrieg in sowjetische Kriegsgefangenschaft. 1950 entschieden die beiden Brüder, in Berlin eine zweite Orgelbauwerkstatt zu gründen. Die damalige politische und wirtschaftliche Situation im Nachkriegs-Deutschland ließ es ratsam erscheinen, im Fall sich wirtschaftlich weiter einengender Verhältnisse eine betriebsbereite Arbeitsmöglichkeit im Westteil Berlins zu schaffen. Hans-Joachim Schuke führte die Potsdamer Firma, die in Privathand blieb, allein weiter. Karl Schuke nahm mit seinem Umzug 1953 nach Berlin die Gelegenheit wahr, die Berliner Werkstatt vom Potsdamer Betrieb zu trennen und führte sie unter dem Namen Karl Schuke Berliner Orgelbauwerkstatt GmbH weiter. 1972 wurde das Unternehmen in der DDR enteignet und als VEB Potsdamer Schuke-Orgelbau weitergeführt. Orgelbaumeister Matthias Schuke, seit 1974 Mitarbeiter, reprivatisierte 1990 im Zuge der ökonomischen und politischen Wende das Unternehmen erfolgreich und war seitdem Inhaber und Geschäftsführer. Im Januar 2004 bezog das Unternehmen ein neues Werkstattgebäude in der Otto-Lilienthal-Straße 33 in den Havelauen in Werder (Havel).
Schuke erhielt wichtige Aufträge für den Neubau von Orgeln für den Dom zu Erfurt, den Dom zu Magdeburg, den Dom zu Kaliningrad und auch für den Dom zu Zamora in Mexiko. Im 20. Jahrhundert entwickelte sich das Unternehmen zu einer der führenden deutschen Orgelbaufirmen mit weltweitem Ruf.
Wegen Schwierigkeiten bei der Auslieferung von Orgelneubauten in die Ukraine und nach Russland sowie durch Zahlungsausfälle aus diesen Ländern wegen der Wirtschaftssanktionen gegen Russland musste die Firma im November 2014 Insolvenz anmelden. Aus Solidarität mit der traditionsreichen Orgelbaufirma zogen einige Kunden geplante Aufträge vor. Hilfreich war ein chinesischer Kunstliebhaber, der das fertige Instrument für ein russisches Edelhotel aufkaufte und zusätzlich ein kleineres Exemplar für die Ausbildung von Musikstudenten in Shanghai bestellte. Im Januar 2017 nahm das Potsdamer Amtsgericht den Insolvenzplan einstimmig an, sodass die Insolvenz abgewendet und das Unternehmen gerettet wurde. Ende Oktober 2017 kündigte Matthias Schuke an, die Firma schrittweise an seine Söhne Johannes (* 1985) und Michael (* 1989) zu übergeben. Im Oktober 2018 übernahmen Johannes und Michael Schuke die Geschäftsführung des Traditionsunternehmens in vierter Generation. Im November 2018 erhielten sie einen Großauftrag zur Restaurierung und Erweiterung der Orgel in der Kirche St. Katharinen in Brandenburg an der Havel. Die unter Denkmalschutz stehende Hauptorgel hatte Schuke schon 1936 umgebaut.

## Werk
Alexander Schuke baute zunächst die Kegellade, die er bei seinem Lehrmeister Eduard Gesell kennengelernt hatte. In solider Konstruktion verband er diese Technik mit der Röhrenpneumatik. Bald entwickelte sich die Firma neben Dinse und Sauer zu einem der führenden Orgelbauunternehmen in Brandenburg. Nach dem Ersten Weltkrieg wurde die elektrische Traktur standardmäßig eingeführt. Infolge der Orgelreformbewegungen unter Albert Schweitzer und Hans Henny Jahnn orientierte Schuke sich wieder an den Prinzipien des klassischen Orgelbaus und kehrte zur mechanischen Schleiflade zurück. Ende der 1950er Jahre wurden die ersten Restaurierungen historischer Instrumente durchgeführt. Inzwischen ist das Unternehmen durch bedeutende Restaurierungen hervorgetreten, so bei der Scherer-Orgel in Tangermünde (1624) und den Wagner-Orgeln in Brandenburg an der Havel (1725) und Angermünde (1744).
In Zusammenarbeit mit Schuke entwickelt die Universität Potsdam Messverfahren, mit denen die originalgetreue Klanggebung historischer Orgelpfeifen ermittelt werden kann.
Musikwissenschaftler schätzen den „romantischen und symphonischen Klang“ der Schukeorgeln, der auf die sorgfältige Auswahl des Pfeifenmaterials und seiner Verarbeitung in eigener Werkstatt zurückgeführt wird. Im Gegensatz zur typischen Entwicklung im Orgelbau verwenden die Schukes Blei und Zinn zusammen mit den im Rohmaterial enthaltenen Spurenelementen, was zu hoher Stabilität und Beständigkeit führt.
Die Opus-Liste umfasst 630 Orgelneubauten zwischen 1895 und 2024. Hinzu kommen mehr als 60 Restaurierungen (Stand Ende 2017), deren Anteil seit dem Ende der 1990er Jahre stark zugenommen hat, sowie etliche Umbauten und Erweiterungen bestehender Werke.

## Werkliste
Folgende Aufstellung der Werke erhebt keinen Anspruch auf Vollständigkeit.
Die Liste umfasst Neubauten und Restaurierungen. Die Größe der Instrumente wird durch die Anzahl der Manuale (6. Spalte) und die Anzahl der klingenden Register (7. Spalte) angezeigt. „P“ steht für ein selbstständiges Pedal. Kursivschreibung zeigt an, dass die Orgel nicht mehr oder nur noch der Prospekt erhalten ist. Die letzte Spalte bietet Angaben zum Erhaltungszustand und zu Besonderheiten sowie Links mit weiterführender Information.
| Jahr           | Opus     | Ort                         | Gebäude                                             | Bild                                                              | Manuale | Register | Anmerkungen |
| -------------- | -------- | --------------------------- | --------------------------------------------------- | ----------------------------------------------------------------- | ------- | -------- | --- |
| 1895           | 1        | Radewege                    | Dorfkirche                                          |                                                                   | I/P     | 7        | entworfen von Carl Eduard Gesell → Orgel |
| 1906           | 28       | Lübben (Spreewald)          | Paul-Gerhardt-Kirche                                |                                                                   | II/P    | 29       | Teile der Vorgängerorgel des Jahres 1846 fanden Verwendung. Pneumatische Traktur. → Orgel                                                                                    |
| 1908           | 45       | Golßen                      | Stadtkirche                                         |                                                                   | II/P    | 18       | Schuke gibt in seinem Werkverzeichnis das Baujahr 1908 sowie 14 Register an; 2010 von Scheffler restauriert                                                                  |
| 1908           | 48       | Toppel                      | Dorfkirche                                          |                                                                   | I/P     | 4        | heute in der Stadtkirche Bad Belzig, restauriert → Orgel |
| 1911           | 64       | Berlin-Schmöckwitz          | Dorfkirche                                          |                                                                   | II/P    | 8        | → Orgel |
| 1912           | 75       | Großbeeren                  | evang. Kirche                                       |                                                                   | II/P    | 18       | → Orgel |
| 1935           | 146      | Zehlendorf                  | Emmaus-Kirche                                       |                                                                   | II/P    | 25       | Pionierinstrument der Orgelbewegung; erstes Schleifladeninstrument der Firma mit mech. Traktur → Orgel                                                                       |
| 1935           | 149      | Berlin-Mahlsdorf            | Kreuzkirche                                         |                                                                   | II/P    | 10       | → Orgel |
| 1936           | 153      | Potsdam                     | St. Peter und Paul                                  |                                                                   | III/P   | 41       | → Orgel |
| 1937           | 159      | Petershagen-Eggersdorf      | Dorfkirche Eggersdorf                               |                                                                   | II/P    | 9        | 576 Pfeifen, das Werk ist nicht erhalten. |
| 1937           | 160      | Reckahn                     | Dorf- und Schlosskirche                             |                                                                   | II/P    | 11       | elektropneumatische Traktur |
| 1938           | 170      | Schönefeld-Großziethen      | Dorfkirche                                          |                                                                   | I/P     | 8        | in einem älteren Gehäuse → Orgel |
| 1938           | 172      | Berge (Nauen)               | St. Peter und Paul                                  | Berger Schuke-Orgel mit Prospekt von Johann Tobias Turley (1815). | II/P    | 10       | 1938 Neubau in das Gehäuse der 1815 von Johann Tobias Turley errichteten Orgel, pneumatische Kegelladen, 2 Transmissionen; 2001 Generalsanierung                             |
| 1942           | 198      | Berlin                      | Universität Berlin                                  |                                                                   |         |          | 1943 durch Kriegseinwirkung stark beschädigt, abgebaut in der Potsdamer Werkstatt eingelagert und 1949 als op. 224 wieder aufgebaut.                                         |
| 1943           | 199      | Hiddensee                   | Inselkirche Hiddensee                               |                                                                   | II/P    | 8        | → Orgel |
| 1943           | 201      | Hartberg                    | Stadtpfarrkirche                                    | Schuke-Orgel mit Prospekt von Ferdinand Schwarz (1762).           | II/P    | 21       | Laut Festschrift 1942 geweiht und im Jahr 1969 um zwei Register erweitert.                                                                                                   |
| 1947           | 214      | Bismark                     | Stadtkirche                                         |                                                                   | II/P    | 20       | Ersatz für ein 1873 von August Troch aus Neuhaldensleben gebautes Instrument.                                                                                                |
| 1949           | 224      | Berlin                      | Gemeindehaus der Grunewald-Kirchengemeinde          |                                                                   | II/P    | 11       | 1988 umgesetzt ins Ökumenische Gemeindezentrum Darmstadt-Kranichstein |
| 1950           | 231      | Erfurt                      | Thomaskirche                                        |                                                                   | III/P   | 57       | In mehreren Bauabschnitten erweitert (1953, 1967, 1978, 1993, 2011) |
| 1953           | 242      | Zagelsdorf                  | Dorfkirche                                          |                                                                   | I/P     | 6        | → Orgel |
| 1953           | 243      | Stendal                     | St. Nikolaus                                        |                                                                   | III/P   | 56       | → Orgel |
| 1954           | 252      | Altfriedland                | Klosterkirche                                       |                                                                   | II/P    | 11       | |
| 1955           | 269      | Berlin-Friedrichsfelde      | Dorfkirche                                          |                                                                   | II/P    | 19       | |
| 1957           | 283      | Buchow-Karpzow (Wustermark) | Dorfkirche                                          |                                                                   | I/P     | 7        | im Gehäuse von David Baumann d. Ä. 1723 → Orgel |
| 1958           | 284      | Dresden-Trachau             | Apostelkirche                                       |                                                                   | II/P    | 22       | → Orgel |
| 1958           | 285      | Zahna                       | St. Josef                                           |                                                                   | I/P     | 6        | |
| 1958           | 293      | Mühlhausen                  | Divi-Blasii-Kirche                                  |                                                                   | III/P   | 42       | Disposition nach Johann Sebastian Bach unter Mitwirkung Albert Schweitzers entworfen; 2008 generalüberholt                                                                   |
| 1959           | Rest. 2  | Stralsund                   | Marienkirche                                        |                                                                   | III/P   | 51       | Restauration der Stellwagen-Orgel von 1659 |
| 1960           | 305      | Potsdam-Hermannswerder      | Inselkirche                                         |                                                                   | II/P    | 23       | → Orgel |
| 1960           | 308      | Berlin-Prenzlauer Berg      | Paul-Gerhardt-Kirche                                |                                                                   | II/P    | 24       | 2022 bei einem Kirchenbrand zerstört |
| 1960           | 310      | Berlin-Biesdorf             | Dorfkirche (Gnadenkirche)                           |                                                                   | I/P     | 6,5      | 1984 umgesetzt ins Evangelische Gemeindezentrum Biesdorf-Süd (Bild u. Link) → Orgel                                                                                          |
| 1960           | 312      | Löcknitz                    | Dorfkirche                                          |                                                                   | II/P    | 15       | Die Orgel wurde in einem zweiten Bauabschnitt 1978 fertiggestellt. |
| 1961           | 306      | Luckau                      | St. Nikolai                                         |                                                                   | III/P   | 44       | Rekonstruktion der Donat-Orgel → Orgel |
| 1961           | 313      | Gotha                       | Margarethenkirche                                   |                                                                   | III/P   | 36       | Die Orgel befindet sich in einem Orgelgehäuse, das 1632 von Johann Moritz Weise erbaut wurde. → Orgel                                                                        |
| 1962           | 324      | Berlin-Buch                 | Schlosskirche Buch                                  |                                                                   | II/P    | 20       | im Gehäuse von Johann Michael Röder (1745) → Orgel |
| 1962–1970      | 326      | Anklam                      | Marienkirche                                        |                                                                   | II/P    | 30       | |
| 1962           | 329      | Berlin-Mitte                | Zionskirche                                         |                                                                   | I/P     | 6        | erbaut auf einem fahrbaren Podest → Orgel |
| 1963           | 332      | Jena                        | St. Michael                                         |                                                                   | III/P   | 51       | → Orgel |
| 1963           | 337      | Tiflis                      | Konservatorium Tiflis                               | Orgel Tiflis Konservatorium                                       | III/P   | 40       | |
| 1963           |          | Lohmar                      | Christuskirche                                      |                                                                   | II/P    | 12       | → Orgel |
| 1964           | 351      | Potsdam                     | Erlöserkirche                                       |                                                                   | III/P   | 36       | |
| 1965           | 354      | Berlin-Friedrichshain       | St.-Bartholomäus-Kirche                             |                                                                   | III/P   | 36       | → Orgel |
| 1965           | 361      | Beeskow                     | Marienkirche                                        |                                                                   | II/P    | 13       | → Orgel |
| 1965           | 364      | Rostock                     | Kloster zum Heiligen Kreuz                          |                                                                   | III/P   | 33       | |
| 1965           | 364      | Zeestow                     | Dorfkirche                                          |                                                                   | I/P     | 7        | 1986 nach Falkenhagen umgesetzt (Bild u. Link) → Orgel |
| 1965           | 366      | Düsseldorf-Flingern         | Calvinkirche, heute: Full Gospel Church             |                                                                   | II/P    | 23       | → Orgel |
| 1966           | 371      | Leipzig                     | Thomaskirche                                        |                                                                   | III/P   | 47       | 1999 abgebaut, 42 Register und weitere Teile in Orgel des Doms zu Fürstenwalde eingebaut → 2005                                                                              |
| 1966           | 372      | Petersdorf                  | St. Johannis                                        |                                                                   | I/P     | 6        | → Orgel |
| 1967           | 383      | Almaty (Kasachstan)         | Konservatorium                                      |                                                                   | II/P    | 32       | 2017 Generalüberholung |
| 1968           | 384      | Prenzlau                    | St. Maria Magdalena                                 |                                                                   | II/P    | 23       | → Orgel |
| 1968           | 390      | Greifswald                  | St.-Jacobi-Kirche                                   |                                                                   | II/P    | 30       | → Orgel |
| 1968           | Rest. 6  | Angermünde                  | Stadtpfarrkirche St. Marien                         |                                                                   | II/P    | 30       | Restaurierung der Orgel von Joachim Wagner (1742–1744) |
| 1968           |          | Meinerzhagen                | Jesus-Christus-Kirche                               |                                                                   | II/P    | 28       | |
| 1969           | 402      | Magdeburg                   | Magdeburger Dom, Querhaus                           |                                                                   | III/P   | 37       | |
| 1969           | 404      | Bonn-Rüngsdorf              | Erlöserkirche                                       |                                                                   | III/P   | 34       | |
| 1971           | 418      | Lutherstadt Wittenberg      | Unbefleckte Empfängnis                              |                                                                   | I/P     | 7        | → Orgel |
| 1971           | 420      | Quedlinburg                 | Stiftskirche St. Servatius                          |                                                                   | II/P    | 28       | |
| 1972           | 427      | Neubrandenburg              | St. Michael                                         |                                                                   | I/P     | 6        | → Orgel |
| 1972           | 429      | Anklam                      | St. Marien (Marienkapelle)                          |                                                                   | I/p     | 5        | Orgelpositiv |
| 1973           | 437      | Dresden                     | Diakonissenhauskirche                               |                                                                   | II/P    | 32       | → Orgel |
| 1973           |          | Hannover                    | Hochschule für Musik, Theater und Medien, Raum E33  |                                                                   | II/P    | 15       | → Orgel |
| 1973           | 442      | Erfurt                      | Wigbertikirche                                      |                                                                   | II/P    | 24       | → Orgel |
| 1973           | 443      | Potsdam                     | Baptistenkirche                                     |                                                                   | II/P    | 10       | → Orgel |
| 1973           | 444      | Petershagen-Eggersdorf      | Dorfkirche Eggersdorf                               |                                                                   | II/P    | 10       | → Orgel |
| 1973           | 446      | Herzberg (Elster)           | Corpus-Christi-Kirche                               |                                                                   | I/P     | 6        | |
| 1973           | 448      | Sofia                       | Konzerthalle                                        |                                                                   | III/P   | 55       | |
| 1974           | 438      | Leipzig-Connewitz           | Paul-Gerhardt-Kirche                                |                                                                   | II/P    | 28       | |
| 1974           | 452      | Ratingen-Breitscheid        | ev. Waldkirche Linnep                               |                                                                   | II/P    | 12       | in einem um 1800 entstandenen Gehäuse, das bei zwei Umbauten 1888 und 1934 erhöht und verbreitert wurde                                                                      |
| 1975           | 456      | Düsseldorf-Bilk             | ehem. Bruderkirche                                  |                                                                   | II/P    | 19       | 2020 verkauft nach Madrid → Orgel |
| 1976           | 463      | Sangerhausen                | Herz-Jesu-Kirche                                    |                                                                   | II/P    | 22       | 2008 neu intoniert |
| 1977           | 469      | Schalksmühle                | Erlöserkirche                                       |                                                                   | II/P    | 20       | |
| 1977           | 470      | Erfurt                      | Predigerkirche                                      |                                                                   | III/P   | 56       | hinter dem Prospekt von Ludwig Compenius (1648), als Ersatz für eine Walcker-Orgel mit III/60, 2000 Einbau einer Setzeranlage, 2010 Überholung durch Orgelbau Kutter → Orgel |
| 1978           | 486      | Falkensee                   | St. Konrad                                          |                                                                   | I/P     | 7        | geteilte Schleifen → Orgel |
| 1981           | 499      | Leipzig                     | Gewandhaus                                          |                                                                   | IV/P    | 91       | 2008 um 2 Register erweitert |
| 1981           | 503      | Halle (Saale)               | Evangelische Hochschule für Kirchenmusik (Raum 211) |                                                                   | II/P    | 5        | → Orgel |
| 1981           | 504      | Halle (Saale)               | Evangelische Hochschule für Kirchenmusik (Raum 307) |                                                                   | II/P    | 5        | → Orgel |
| 1982           | 509      | Eisenach                    | Georgenkirche                                       |                                                                   | III/P   | 60       | hinter dem Prospekt von Georg Christoph Stertzing (1707) → Orgel |
| 1982           | Rest. 19 | Schwerin                    | Dom                                                 |                                                                   | IV/P    | 84       | Restaurierung der Orgel von Friedrich Ladegast von 1871 |
| 1983           | 514      | Dresden                     | Lukaskirche                                         |                                                                   | II/P    | 9        | vormals Eigentum VEB Deutsche Schallplatten Berlin im Tonstudio Lukaskirche Dresden → Orgel                                                                                  |
| 1983           | 517      | Ludwigslust                 | Stiftskirche                                        |                                                                   | II/P    | 14       | → Orgel |
| 1983           | 518      | Blankenfelde-Mahlow         | Dorfkirche Blankenfelde                             |                                                                   | II/P    | 12       | → Orgel |
| 1984           | 520      | Halle/Saale                 | Marktkirche Unser Lieben Frauen                     |                                                                   | III/P   | 56       | hinter dem Prospekt von Christoph Cuntzius, 2007 umintoniert und neuer Spieltisch durch Sauer → Orgel                                                                        |
| 1985           | 534      | Berlin-Mahlsdorf            | Dorfkirche                                          |                                                                   | II/P    | 15       | |
| 1985           | 538      | Stralsund                   | Nikolaikirche                                       |                                                                   | II/P    | 22       | Orgel |
| 1986           | 536      | Brandenburg an der Havel    | St. Gotthardt                                       |                                                                   | III/P   | 44       | als Ersatz für verbranntes Werk von W. Sauer |
| 1988           | 552      | Warna (Bulgarien)           | Festivalkomplex                                     |                                                                   | III/P   | 53       | |
| 1989           | 559      | Weimar                      | Kreuzkirche                                         |                                                                   | II/P    | 16       | |
| 1990           | 560      | Neubrandenburg              | St. Johannis                                        |                                                                   | II/P    | 32       | → Orgel |
| 1989           | 568      | Gera-Lusan                  | Hl. Maximilian Kolbe                                |                                                                   | I/P     | 6        | Orgel |
| 1990           | 567      | Gotha                       | St. Bonifatius                                      |                                                                   | II/P    | 20       | Neubau |
| 1991           |          | Potsdam                     | St. Peter und Paul                                  |                                                                   | I/P     |          | |
| 1991           | 570      | Berlin-Buch                 | Mater Dolorosa                                      |                                                                   | II/P    | 16       | Neubau, 2006 durch Orgelbau Kutter restauriert |
| 1991           | 579      | Wismar                      | St. Laurentius                                      |                                                                   | II/P    | 19       | → Orgel |
| 1992           | 583      | Erfurt                      | Erfurter Dom                                        |                                                                   | III/P   | 63       | → Orgel |
| 1993           | 589      | Potsdam-Babelsberg          | St. Antonius                                        |                                                                   | II/P    | 20       | → Orgel |
| 1993           | 590      | Neuendorf                   | Gemeindehaus Uns Tauflucht                          |                                                                   | I       | 4        | → Orgel |
| 1994           | 594      | Querfurt                    | Burgkirche                                          |                                                                   | II/P    | 24       | → Orgel |
| 1994           | 595      | Tangermünde                 | St. Stephan                                         |                                                                   | III/P   | 32       | Restaurierung/Rekonstruktion der Orgel von Hans und Fritz Scherer (1624) |
| 1994           | 596      | Templin                     | Maria-Magdalenen-Kirche                             |                                                                   | III/P   | 38       | Gehäuse von 1767 → Orgel |
| 1995           | 598      | Rinteln                     | Jakobi-Kirche                                       |                                                                   | II/P    | 22       | |
| 1996           | 599      | Potsdam-Nattwerder          | Dorfkirche                                          |                                                                   | I/P     | 8        | Gehäuse von 1797 → Orgel |
| 1997           | 606      | Lublin (Polen)              | Lubliner Philharmonie                               |                                                                   | III/P   | 51       | |
| 1998           | Rest. 31 | Brandenburg an der Havel    | Dom St. Peter und Paul                              |                                                                   | II/P    | 33       | Restaurierung der Orgel von Joachim Wagner (1722–1725) |
| 1999           | 610      | Potsdam-Klein Glienicke     | Kapelle                                             |                                                                   | II/P    | 20       | |
| 2000           | Rest.    | Potsdam                     | Französische Kirche                                 |                                                                   | I/P     | 13       | Restaurierung der Johann Wilhelm Grüneberg-Orgel (1793) → Orgel |
| 2000–2003      | 612      | Erfurt                      | Neuwerkskirche                                      |                                                                   | II/P    | 28       | Restaurierung/Rekonstruktion der Orgel von Franciscus Volckland (1737) |
| 2003           | 614      | Berlin-Spandau              | St. Marien am Behnitz                               |                                                                   | II/P    | 35       | |
| 2005           | 613      | Fürstenwalde/Spree          | Dom St. Marien                                      |                                                                   | IV/P    | 69       | unter Verwendung von op. 371, 1966 für die Leipziger Thomaskirche gebaut (III/P/47)                                                                                          |
| 2006           | 616      | Kaliningrad (Russland)      | Königsberger Dom                                    |                                                                   | II/P    | 32       | Chororgel → Orgel |
| 2008           |          | Stegersbach                 | Neue Pfarrkirche Stegersbach                        |                                                                   | II/P    | 22       | |
| 2008           | 618      | Kaliningrad (Russland)      | Königsberger Dom                                    |                                                                   | IV/P    | 90       | Hauptorgel → Orgel |
| 2008           | 619      | Magdeburg                   | Magdeburger Dom, Hauptorgel                         |                                                                   | IV/P    | 93       | → Orgel |
| 2008           | 620      | Zamora de Hidalgo (Mexiko)  | Santuario de Nuestra Señora de Guadalupe            |                                                                   | III/P   | 51       | |
| 2011           | Rest. 29 | Seehausen (Altmark)         | Ev. Kirche St. Petri                                |                                                                   | III/P   | 44       | Restaurierung der Orgel von Friedrich Hermann Lütkemüller (1867) |
| 2012           | 627      | Bardowick                   | Dom zu Bardowick St. Peter und Paul                 |                                                                   | III/P   | 45       | Hinter historischem Prospekt von Ph. Furtwängler (1867) |
| 2014           | 630      | Pingtung (Taiwan)           | Performing Arts Center                              |                                                                   | III/P   | 45       | |
| 2015           | 631      | Lobetal                     | Hoffnungstaler Stiftung                             |                                                                   | II/P    | 23       | Zwei mechanische Spieltische (unterer Kirchenraum und Empore) |
| 2016           | 632      | Charkiw (Ukraine)           | Philharmonie                                        |                                                                   | IV/P    | 70       | |
| 2011/2015/2019 | 626      | Potsdam                     | Ev. Pfingstkirche                                   |                                                                   | II/P    | 25       | Neubau in drei Bauabschnitten hinter historischem Prospekt von Wilhelm Sauer (1896)                                                                                          |
| 2020           | Rest.    | Brandenburg an der Havel    | St. Katharinen                                      | Orgel St.-Katharinen-Kirche Brandenburg                           | V/P     | 96       | Restaurierung der Hauptorgel inkl. Spieltisch von 1936, Erweiterung um Auxiliarwerk und Solowerk, Integration und Erweiterung der Chororgel                                  |
| 2021–2021      | Rest.    | Schönburg (Saale)           | Dorfkirche                                          |                                                                   | II/P    | 19       | Restaurierung und Rekonstruktion (erster Bauabschnitt) der Orgel von Johann Michael Gottlob Böhme (1841)                                                                     |
| 2021–2023      | Rest.    | Mühlhausen/Thüringen        | Marienkirche                                        | Orgel St.-Katharinen-Kirche Brandenburg                           | III/P   | 58       | Restaurierung und Rekonstruktion der romantisch-symphonischen Orgel von Wilhelm Sauer (1891)                                                                                 |
| 2024           |          | Lieto (Finnland)            | St. Peter                                           |                                                                   | II/P    | 26       | Neubau → Orgel |
| 2024           |          | Potsdam                     | Kapelle im Turm der Garnisonkirche                  |                                                                   | II/P    | 22       | Neubau |